# Razburikaza
Razburikaza (brand imena: Elitek u SAD, i Fasturtec u Evropi ) je rekombinantna verzija urat oksidaze, enzima koji se javlja kod mnogih sisara ali ne kod ljudi.

## Upotreba
Razburikaza je odobrena za upotrebu od strane FDA (i evropskog ekvivalenta) za prevenciju i tretman tumor liza sindroma (TLS) kod pacijenata koji primaju hemoterapiju za hematološki rak kao što su leukemija i limfom. Takođe se istražuje moguća upotreba ovog enzima za lečenje ozbiljnih hiperuricemija iz drugih izvora (npr. giht i druga reumatološka oboljenja).
Razburikaza katalizuje konverziju urične kiseline u alantoin. Alantoin je neaktivni metabolit purin metabolizma, i pet puta je rastvorljiviji od urične kiseline, tako da je renalna ekskrecija efektivnija. Razburikaza je jedinstvena kao tretman i prevencija gubitka renalne funkcije vezane za TLS u smislu da katalizuje metabolizam postojeće urične kiseline. Druge opcije sprečavaju formiranje mokraćne kiseline.
Razburikaza umanjuje rizik oštećenja bubrega i potrebe za transfuzijom. Smatra se da je transfuzija neophodna u 17 do 25% TLS slučajeva tretiranih sa alopurinolom, i 1.4% slučajeva tretiranih sa razburikazom. Međutim, razburikaza je mnogo skuplja nego konvencionalna terapija.

## Nuspojave
Moguće nuspojave upotrebe razburikaze su anafilaksa i metemoglobinemija.

## Literatura
1. ↑  Ho VQ, Wetzstein GA, Patterson SG, Bradbury R (2006). „Abbreviated rasburicase dosing for the prevention and treatment of hyperuricemia in adults at risk for tumor lysis syndrome”. Supportive cancer therapy. 3 (3): 178—82. PMID 18632493. doi:10.3816/SCT.2006.n.016. Архивирано из оригинала 28. 01. 2013. г. Приступљено 25. 08. 2018.
2. ↑  Cammalleri L, Malaguarnera M (2007). „Rasburicase represents a new tool for hyperuricemia in tumor lysis syndrome and in gout”. International journal of medical sciences. 4 (2): 83—93. PMC 1838823 . PMID 17396159.
3. ↑  Lindsey, Heather (2009). „NCCN Congress on Hematologic Malignancies: Supportive Care Treatment Challenges”. Oncology Times. 31 (22): 50—54. doi:10.1097/01.COT.0000365305.26838.a7.
4. ↑  Reinders MK, van Roon EN, Brouwers JR, Jansen TL (2005). „A costly therapeutic dilemma in tophaceous gout: is etanercept or rasburicase preferable?”. Annals of the rheumatic diseases. 64 (3): 516; author reply 516. PMC 1755382 . PMID 15708917. doi:10.1136/ard.2003.017087corr1.

## Spoljašnje veze
- Elitek (Rasburicase) Архивирано на веб-сајту  (25. фебруар 2012) – Zvanični veb sajt proizvođača
- Elitek (Rasburicase) informacija o propisivanju

|  | Molimo Vas, obratite pažnju na važno upozorenje u vezi sa temama iz oblasti medicine (zdravlja). |